# Die Glocke (Zeitschrift, 1915)
Die Glocke war eine „Sozialistische Wochenschrift“ für Politik, Finanz, Wirtschaft und Kultur, später Wochenschrift für Politik und Wirtschaft, Kunst und Kultur. Sie wurde ursprünglich in München von dem Münchner Verlag für Sozialwissenschaften veröffentlicht. Später wurde die Zeitschrift in Berlin im Verlag für Sozialwissenschaften herausgegeben. Sie erschien im genannten Verlag vom Jahrgang 1.1915/16 bis 11.1925. Herausgeber des Blattes war Alexander Parvus. Die Zeitschrift „Die Glocke“ war ein Organ rechter Sozialdemokraten und war zunächst als Halbmonatsschrift erschienen, 1917 ging man mit Heft 1 zur wöchentlichen Erscheinungsweise über.
Redakteure waren Karl Blasenbrei, Konrad Haenisch, Heinrich Cunow, Wilhelm Jansson, Paul Lensch, August Winnig, Max Beer, Ernst Heilmann, Robert Grötzsch, Erich Kuttner und Arno Scholz.
Ab 1915 formiert sich die Lensch-Cunow-Haenisch-Gruppe innerhalb der SPD, die versuchte, die Haltung der Parteimehrheit zum Thema Kriegskredite marxistisch zu begründen. Sie entwickelten die Theorie des „Kriegssozialismus“ und veröffentlichten im Hamburger Echo und anderen SPD-Parteiblättern. Ab Mitte 1915 wurde Die Glocke, eine von Alexander Parvus gegründete Zeitschrift, das Organ der Gruppe.
In dem Zeitschriftenprojekt „Die Glocke“ sammelten sich mit Parvus und Paul Lensch ehemalige Vertreter der Linken in der Sozialdemokratie. Beide konvertierten mit dem Beginn des Ersten Weltkriegs zum sozialchauvinistischen, vaterlandsverteidigenden Parteiflügel. Lensch brachte das Kunststück fertig, innerhalb weniger Monate vom Gegner der Bewilligung der Kriegskredite zum Exponenten des sogenannten Kriegssozialismus zu mutieren. 1922 wurde er nach seinem Engagement für den reaktionären Industriellen Hugo Stinnes aus der SPD ausgeschlossen. Parvus stand ebenfalls in Verbindung zu Stinnes und erwarb sich während des Krieges u. a. durch Waffenschieberei ein stattliches Vermögen. Von diesem Geld finanzierte Parvus unter anderem die Glocke.
Mit dem 11. Jahrgang und der 31. Nummer vom 31. Oktober 1925 und unter ihrem letzten verantwortlichen Redakteur, Arno Scholz, wurde Die Glocke eingestellt.
Wichtige Autoren der Zeitschrift waren Otto Flake, Johann Plenge, Hedwig Wachenheim, Ernst Reuter, Rudolf Breitscheid, Walter Gropius, Eduard Bernstein, Maxim Gorki, Theodor Heuss, Erich Ollenhauer, Ernst Preczang, Walther Rathenau, Bruno Schönlank, Philipp Scheidemann, Julius Zerfaß uam.